# Михайленко, Дмитрий Станиславович
Дми́трий Станисла́вович Михайле́нко (укр. Дмитро Станіславович Михайленко; род. 13 июля 1973, Кировоград) — советский и украинский футболист, полузащитник. Ныне — тренер.

## Биография
Младший брат футболиста Александра Михайленко.

### Клубная карьера
Карьеру начал в 17 лет в «Звезде». В 1990 году стал игроком «Днепра». В 1994-м перешёл в киевское «Динамо», выступал также в его фарм-клубах — «Динамо-2» и «Динамо-3». После «Динамо», на протяжении 2001—2002 годов играл за израильские клубы «Хапоэль» (Тель-Авив) и «Бейтар» (Иерусалим). После Израиля вернулся на Украину, где с 2002 по 2007 годы поиграл за родной «Днепр» и запорожский «Металлург». В 2007 ещё раз съездил за границу где два года выступал за кипрский АПОП, после чего завершил карьеру игрока.

### Карьера в сборной
Бронзовый призёр чемпионата мира среди молодёжных команд 1991.
За сборную Украины сыграл 23 матча, забил 2 гола. Дебютировал 27 апреля 1993 года в товарищеском матче со сборной Израиля (1:1).

## Тренерская карьера
В 2009 году Михайленко начал тренерскую карьеру. Первым его местом работы стала молодёжная команда «Днепра». Стал бронзовым призёром молодёжного чемпионата Украины (2010/11, 2013/14, 2015/16). В сезоне 2014/15 стал чемпионом.
Летом 2016 года с поста главного тренера «Днепра» подал в отставку Мирон Маркевич. Его сменщиком на пост исполняющего обязанности главного тренера был назначен Михайленко. С «Днепром» занял 11-е место в чемпионате Украины из 12 команд и дошёл до полуфинала Кубка Украины, где проиграл донецкому «Шахтёру» 0:1.
В летнее межсезонье 2017 года возглавил «Днепр-1».
18 сентября 2020 года после домашнего матча «Днепра-1» против «Мариуполя» (1:2) на фоне неудачного старта сезона (ничья и два поражения) подал в отставку с поста главного тренера.
В 2020—2021 гг. — главный тренер кипрского клуба «Пафос».

## Достижения

### Как игрока
«Динамо» (Киев)
- Чемпион Украины (7): 1995, 1996, 1997, 1998, 1999, 2000, 2001
- Обладатель Кубка Украины (4): 1996, 1998, 1999, 2000
- Полуфиналист Лиги чемпионов УЕФА: 1999

«Днепр» (Днепропетровск)
- Вице-чемпион Украины: 1993
- Финалист Кубка Украины: 2004

АПОП Кинирас
- Обладатель Кубка Кипра: 2009

### Как тренера
Командные
- Победитель Первой лиги Украины: 2018/19
- Серебряный призёр Второй лиги Украины: 2017/18
- Победитель Молодёжного чемпионата Украины: 2014/15
- Бронзовый призёр Молодёжного чемпионата Украины (3): 2010/11, 2013/14, 2015/16

Личные
- Лучший тренер Первой лиги Украины: 2018/19
- Лучший тренер Второй лиги Украины: 2017/18